# Tilda

Tilda (~) je (grafem) koji se koristi u više jezika/struka sa različitim svrhama.
- u španskom jeziku tilda se isključivo stavlja iznad slova n (ñ), te označava fonemsku promenu iz glasa /n/ u glas /nj/.
- u matematici i fizici se tilda često koristi kao zamena za znak ≈ (približno, odnosno red veličine)
- tilda se može koristiti sa značenje otprilike/oko (npr. prosečno čekanje je ~30 minuta).
- u rečnicima se tilda koristi pri obradi rečničke jedinice tj. reči. Znak tilda piše se umesto naslovne reči, kako se ista reč ne bi pisala više puta i time činila rečnik manje preglednim.

Na srpskoj (latiničnoj), hrvatskoj, slovenačkoj i bosanskoj tastaturi tilda se dobija kombinacijom  Alt + 1.